# Melhorament
Melhorament est un mot occitan signifiant amélioration (forme latine melioramentum). C'est à peu près le seul rite que les croyants cathares devaient pratiquer.
C'est une salutation, une adoration au sens liturgique qu'un croyant cathare adressait à un parfait cathare quand il se trouvait en sa présence. C'était une adoration du Bien et de l'Esprit Saint en la personne du Parfait. Et non pas un hommage ou une idolâtrie à la personne. C'était aussi une prière par laquelle le croyant demandait à Dieu la grâce d'être amélioré ou perfectionné.
Ce rite exprime de façon parfaite la situation dans laquelle se trouve le croyant : il n'est pas en état de devenir un « saint », mais il aspire à accéder un jour à la libération.
Comme le catharisme ne croyait pas au « libre arbitre », les bonnes dispositions que montrait le croyant dans le melhorament faisaient la preuve de son progrès moral et indiquaient qu'il commençait à être « aimé de Dieu ».[réf. nécessaire]

## Rituel
Source.
Le melhorament consistait en trois révérences ou génuflexions et une demande de bénédiction :

Bon Chrétien, donnez-nous la bénédiction de Dieu et la vôtre ! Priez pour nous !

Le Parfait répondait :

Tenez la de Dieu et de nous.

Le croyant répétait trois fois sa requête. À la troisième fois, il formulait le souhait d'être mené à bonne fin et de devenir bon chrétien. Et le Parfait lui répondait :

Que Dieu vous accorde de devenir Bon Chrétien !